# Olszewce (obwód miński)
Olszewce (biał. Альшэўцы; ros. Ольшевцы) – wieś na Białorusi, w obwodzie mińskim, w rejonie wilejskim, w sielsowiecie Krzywe Sioło.

## Historia
W czasach zaborów wieś w powiecie wilejskim, w guberni wileńskiej Imperium Rosyjskiego.
W latach 1921–1945 wieś leżała w Polsce, w województwie wileńskim, w powiecie wilejskim, w gminie Kościeniewicze.
Według Powszechnego Spisu Ludności z 1921 roku zamieszkiwało tu 112 osób, 50 było wyznania rzymskokatolickiego a 62 prawosławnego. Jednocześnie 50 mieszkańców zadeklarowało polską a 62 białoruską przynależność narodową. Były tu 22 budynki mieszkalne. W 1931 w 23 domach zamieszkiwało 114 osób.
Wierni należeli do parafii rzymskokatolickiej w Kościeniewiczach i prawosławnej w Rzeczkach. Miejscowość podlegała pod Sąd Grodzki w Krzywiczach i Okręgowy w Wilnie; właściwy urząd pocztowy mieścił się w Kościeniewiczach.
W wyniku napaści ZSRR na Polskę we wrześniu 1939 miejscowość znalazła się pod okupacją sowiecką. 2 listopada została włączona do Białoruskiej SRR. Od czerwca 1941 roku pod okupacją niemiecką. W 1944 miejscowość została ponownie zajęta przez wojska sowieckie i włączona do Białoruskiej SRR.
Do 1959 roku w sielsowiecie Rzeczki.
Od 1991 w składzie niepodległej Białorusi.
Do 2013 roku w sielsowiecie Kościeniewicze.